# Gomma per cancellare

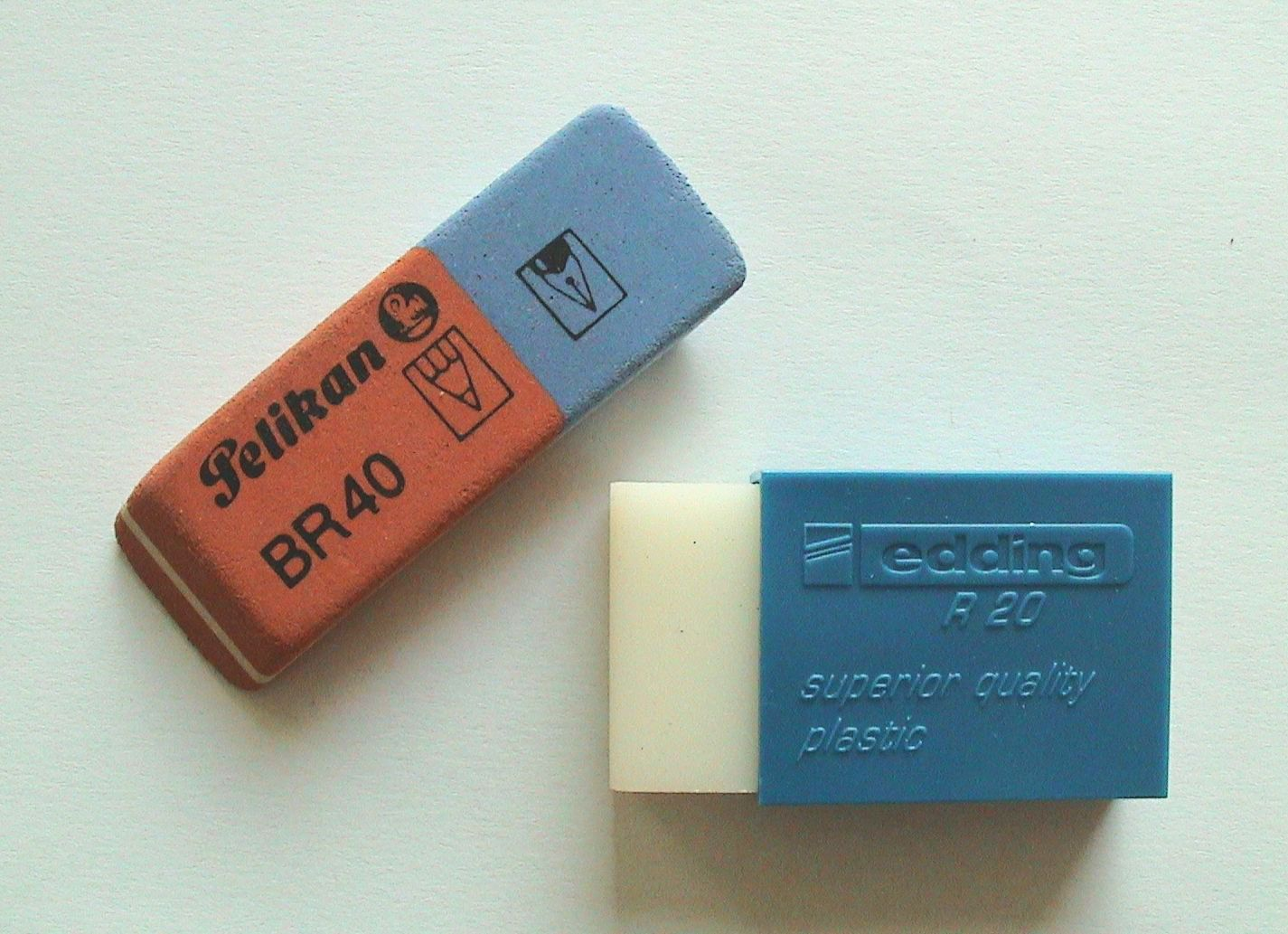
Comuni gomme per cancellare, combinata a mescola morbida e dura e semplice a mescola morbidissima

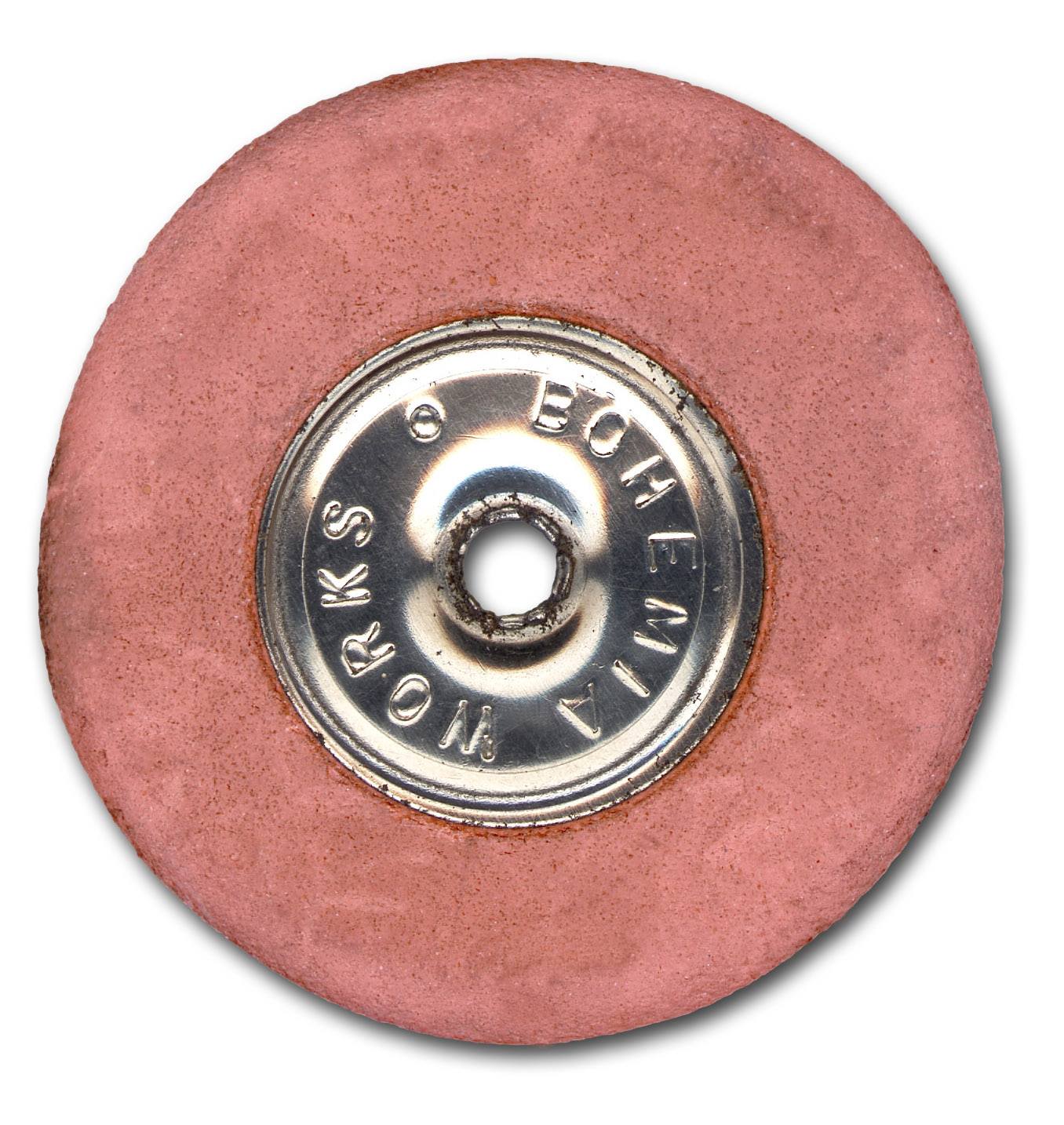
Gomma per cancellare inchiostri da tipografia o macchine per scrivere

La gomma per cancellare è uno strumento di cancelleria in gomma, naturale o sintetica, atto a rimuovere meccanicamente inchiostri o tracce di grafite da supporti di scrittura o disegno.
Si divide in più tipi, dipendentemente dal tipo di tratto da rimuovere:
- Gommapane, a mescola morbidissima, per disegno ornato a carboncino o matita morbida, o per la rimozione di impronte di grafite;
- per matita, a mescola morbida;
- per penna, a mescola dura, abrasiva;
- a rondella ottagonale blu chiaro e scuro o rotonda rossa piatte, per macchine per scrivere, estremamente abrasiva.

Con l'avvento delle penne a sfera a inchiostro cancellabile negli anni ottanta, sembrava che l'uso della gomma per cancellare dovesse avere un nuovo impulso. Tuttavia il crescente uso del correttore a bianchetto e dei correttori a nastro, legato anche all'uso sempre più diffuso del computer, sta riducendo sempre più l'impiego di questo strumento.
In ogni caso la gomma per cancellare continua tuttora a essere utilizzata e, assieme agli altri oggetti per la scrittura quali per esempio la matita o il temperino, viene in genere riposta e custodita in un astuccio.
In italiano si usa anche la locuzione gomma da cancellare, legata a un uso arcaico della preposizione "da".

## Storia

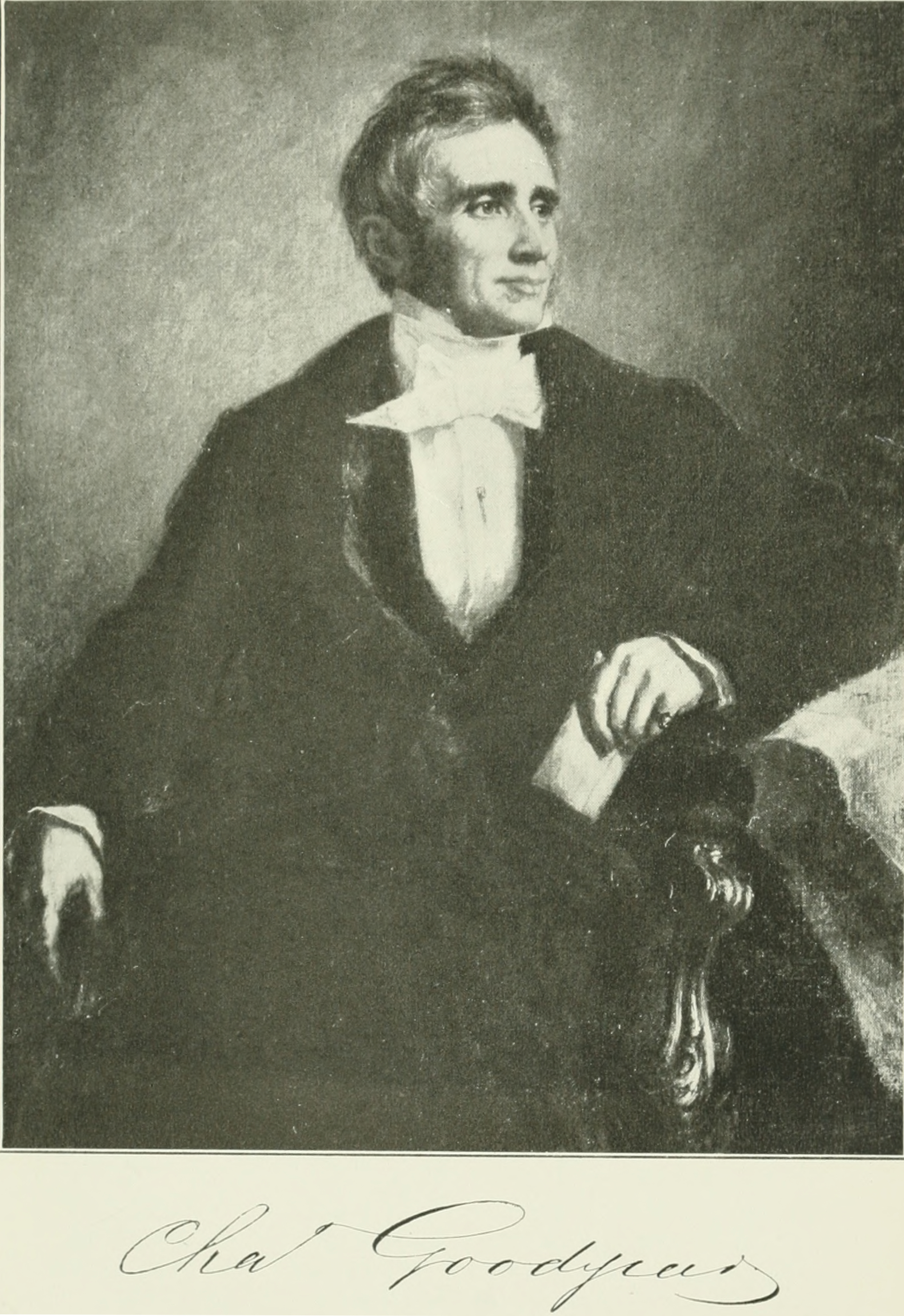
Charles Goodyear

Prima delle gomme per cancellare si usavano pastiglie di cera. Pezzi di pietra grezza come arenaria o pomice oppure mollica di pane venivano usati per rimuovere piccoli errori da documenti scritti su pergamena o papiro.
Nel 1770 l'ingegnere inglese Edward Nairne sviluppò la prima gomma da cancellare in commercio.
Nel 1839 Charles Goodyear scoprì il processo di vulcanizzazione, un metodo che avrebbe polimerizzato la gomma, rendendola durevole.
Il 30 marzo 1858 Hymen Lipman di Philadelphia ricevette il primo brevetto per l'applicazione di una gomma all'estremità di una matita, poi invalidato.
Le gomme possono essere blocchi autoportanti o cappucci montati sull'estremità di una matita. Molte matite di legno sono realizzate con gomme da cancellare incorporate.
Le gomme da cancellare fornite con alcune penne a sfera e pennarelli indelebili servono a cancellare esclusivamente l'inchiostro dello strumento di scrittura per cui sono state create.

## Tipi

### Gomme da cancellare in SBR

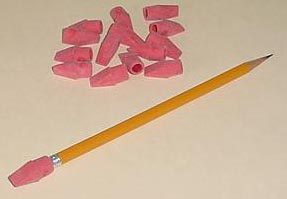
Gomme per cancellare sull'estremità della matita. A parte, i ricambi sostituibili.

Originariamente realizzate in gomma naturale, ma in epoca moderna create con SBR piuttosto economico, questo tipo di gomme da cancellare contiene cariche minerali, abrasivi come la pomice con plastificanti come l'olio vegetale. Sono relativamente dure (per restare attaccati alla matita) e spesso colorate di rosa.

### Gomma da cancellare per artisti (art gum)
La definizione "Art gum" fu usata per la prima volta nel 1903 e registrata negli Stati Uniti nel 1907. Questo tipo di gomma era originariamente composta da materiali come l'olio di semi di mais vulcanizzato con dicloruro di zolfo sebbene in epoca moderna è realizzato in gomma naturale o sintetica o composti vinilici. È particolarmente adatta per pulire e cancellare grandi aree senza danneggiare la carta. Tuttavia, data la loro morbidezza, risultano imprecise nell'uso.

### Gomme in vinile

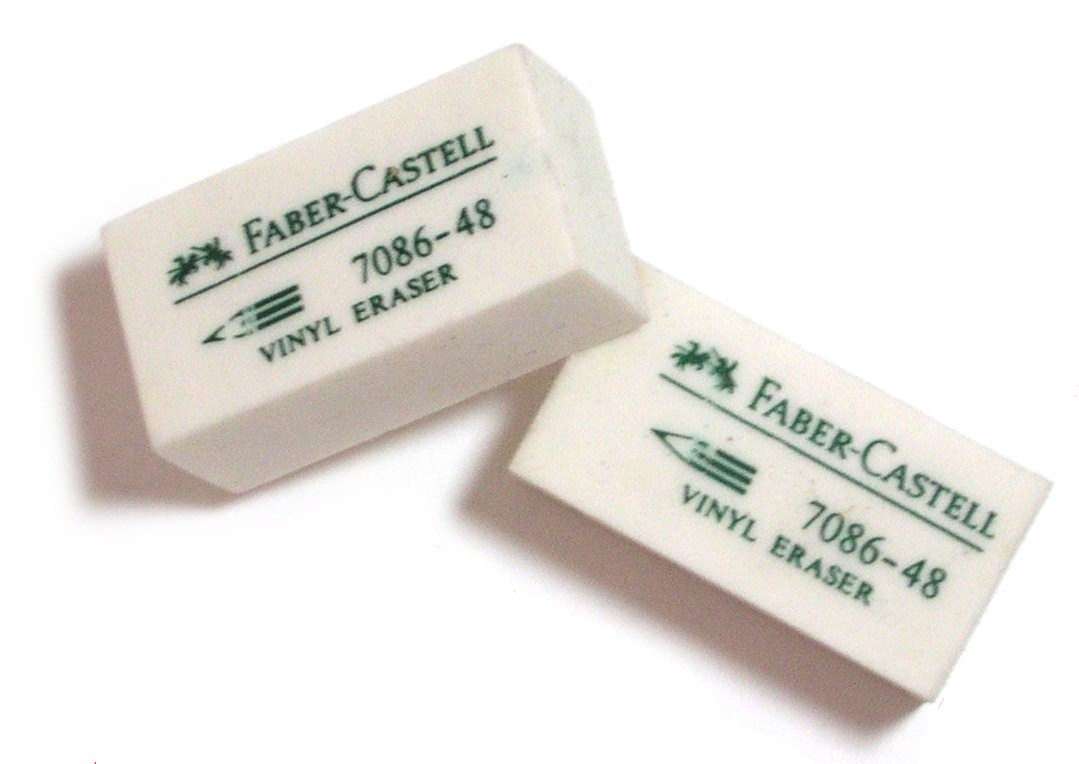
Gomme in vinile

Essendo molto morbidi e non abrasivi, è meno probabile che danneggino tela o carta. Gli ingegneri preferiscono questo tipo di gomma da cancellare per lavorare su disegni tecnici grazie alla loro delicatezza di cancellatura sulla carta, con meno sbavature sulle aree circostanti rispetto ad altri tipi di gomme da cancellare. Gomme da cancellare di questo tipo si possono trovare a basso costo e sono prodotte con composti vinilici altamente plastificati e realizzate in forme decorative.

### Gomme impastate

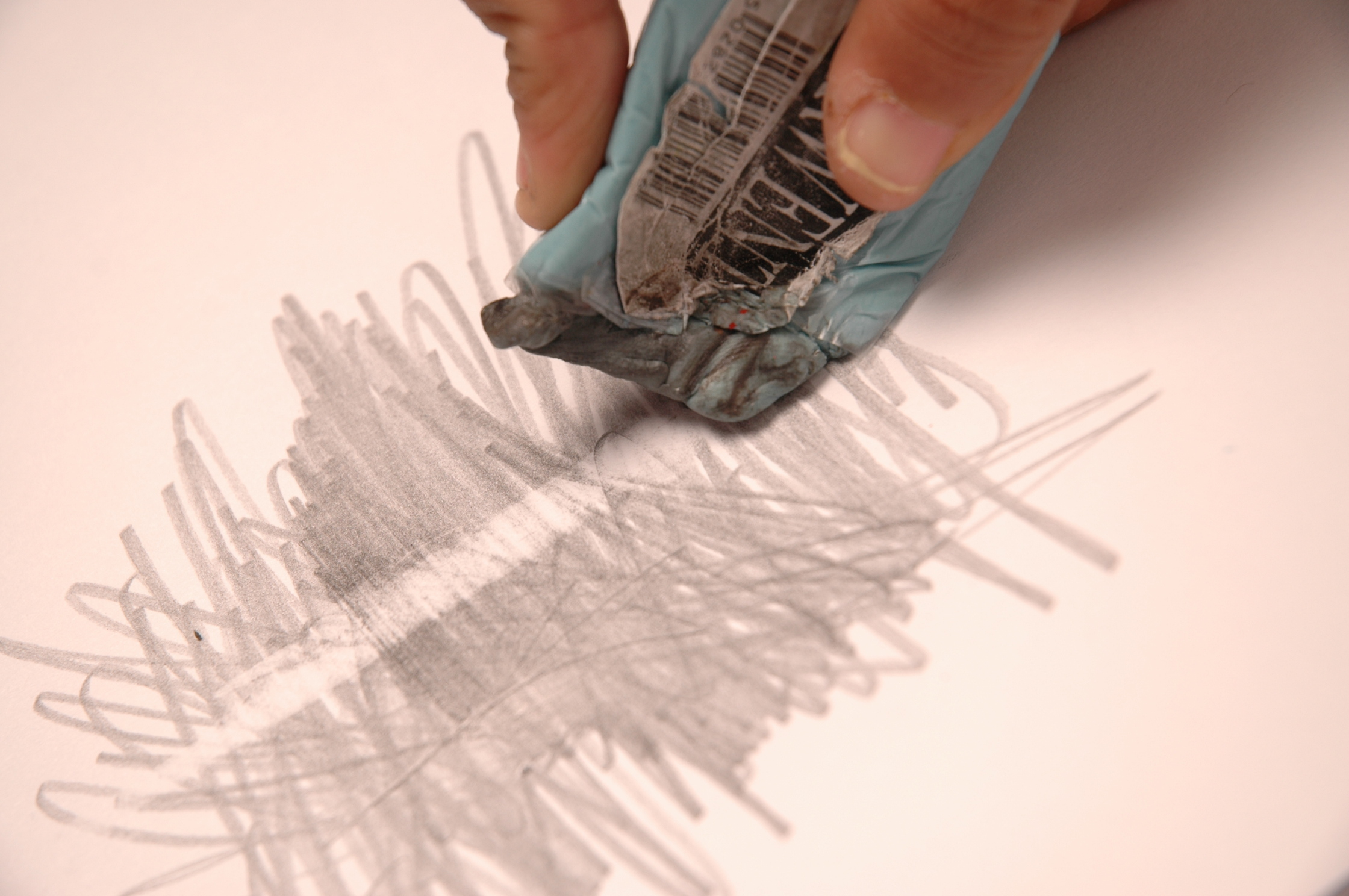
La gomma impastata viene utilizzata per rimuovere i dettagli sottili

Le gomme da cancellare impastate (chiamate gomme per mastice al di fuori degli Stati Uniti) hanno una consistenza plastica e sono comuni all'interno della maggior parte degli strumenti standard degli artisti. Non sono adatti per cancellare grandi aree a causa della loro tendenza a deformarsi in caso di cancellazioni vigorose.

### Mastice
Comunemente venduto nei punti vendita con materiale scolastico e prodotti per la casa, il mastice morbido e malleabile appare in molti colori e con numerosi marchi. Destinato ad attaccare poster e stampe alle pareti senza danneggiare la superficie del muro sottostante, lo stucco per poster funziona più o meno come le tradizionali gomme da cancellare impastate, ma con una maggiore adesività.

### Gomme elettriche

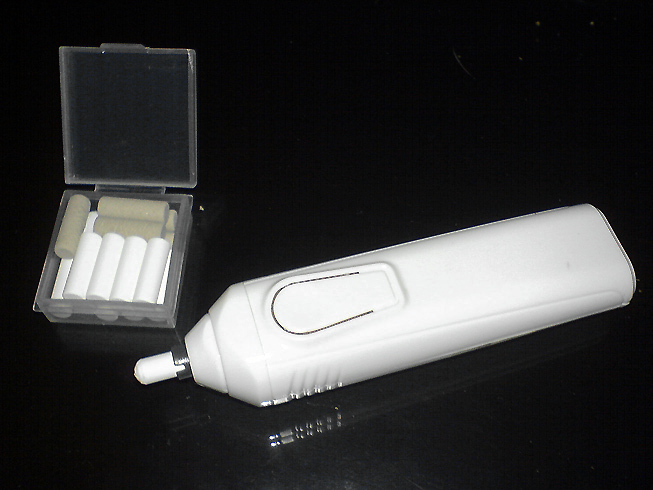
Una gomma da cancellare elettrica con testine di ricambio

La gomma da cancellare elettrica è stata inventata nel 1932 da Arthur Dremel di Racine, Wisconsin, negli USA.

### Gomme in fibra di vetro
Poiché le gomme in fibra di vetro eliminano la polvere di fibra di vetro quando vengono utilizzate, è necessario prestare attenzione durante e dopo l'uso per evitare la contaminazione accidentale con questa polvere abrasiva in aree sensibili del corpo, in particolare negli occhi.

### Cancellino per lavagna

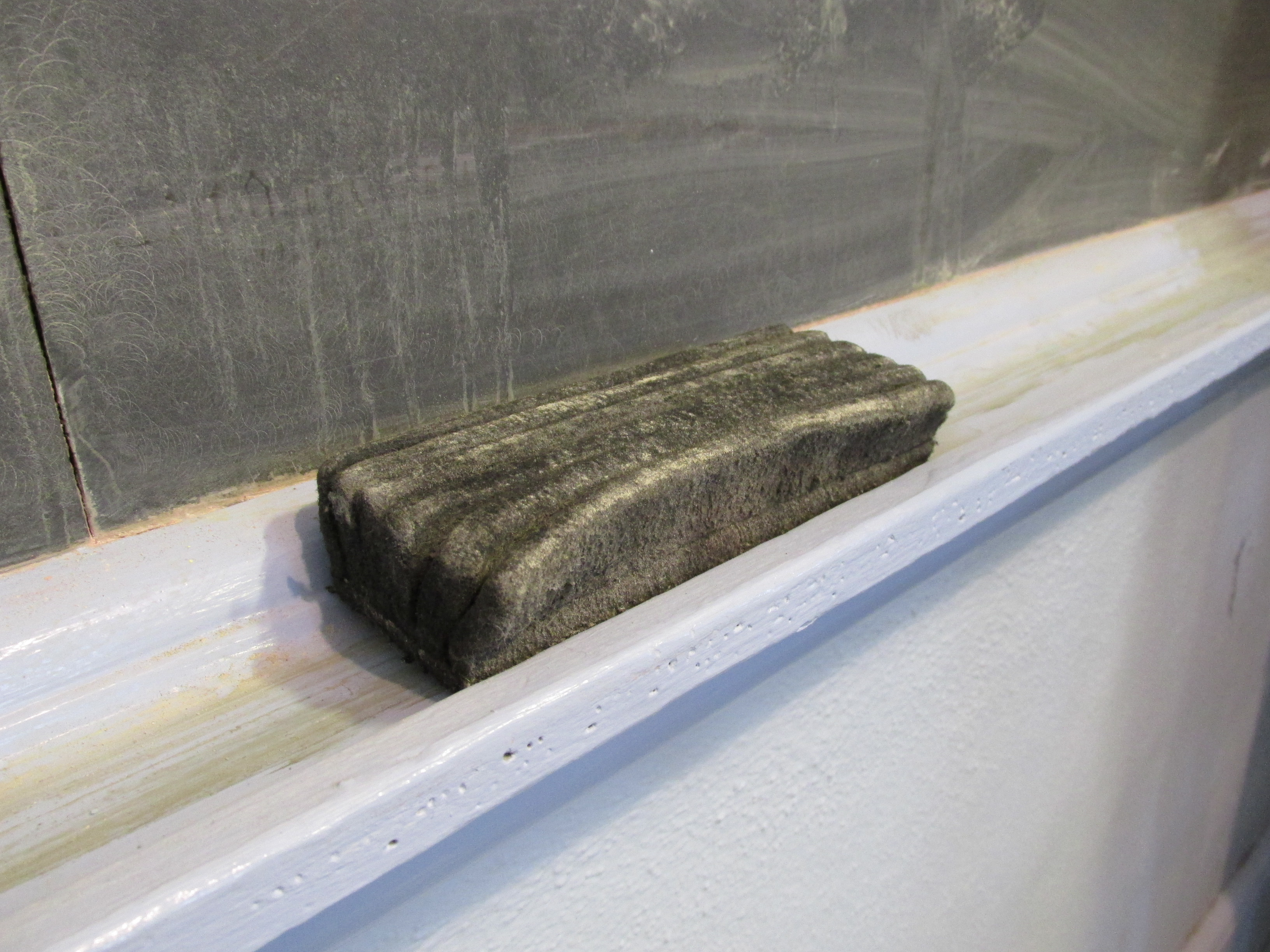
Gomme da cancellare per lavagna

Le gomme da cancellare per lavagna in feltro o gli spolverini per lavagna vengono utilizzati per cancellare i segni di gesso su una lavagna. La scrittura a gesso lascia le particelle di colore chiaro che aderiscono debolmente a una superficie scura (ad esempio bianco su nero o giallo su verde); può essere strofinato con un materiale morbido, come uno straccio. Le gomme per lavagne sono realizzate con un blocco di plastica o di legno, molto più grande di una gomma per penna o matita, con uno strato di feltro su un lato. Il blocco viene tenuto in mano e il feltro strofinato contro la scritta, che si pulisce facilmente. Viene rilasciata polvere di gesso, parte della quale si attacca alla gomma fino a quando non viene pulita, di solito colpendola contro una superficie dura.
Le gomme da cancellare per lavagna furono inventate intorno al 1863 da John L. Hammett, che possedeva alcuni negozi che vendevano e creavano prodotti per la scuola a Rhode Island e poi a Boston.
Per cancellare una lavagna vengono utilizzati vari tipi di gomma, a seconda della lavagna e del tipo di inchiostro utilizzato.

### Software
In alcuni software e app per grafica e disegno (come ad esempio Gimp, Photoshop, Inkscape e Illustrator) è presente uno strumento che cancella il contenuto dell'area di lavoro, anche visivamente simile alla reale gomma per cancellare.